# Hezhou

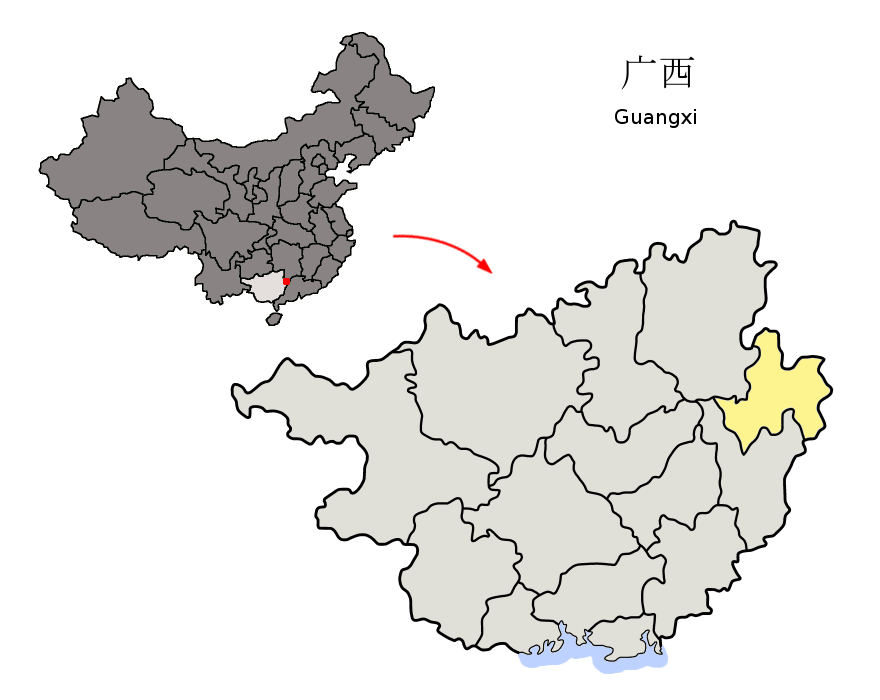
Lage von Hezhou (gelb)

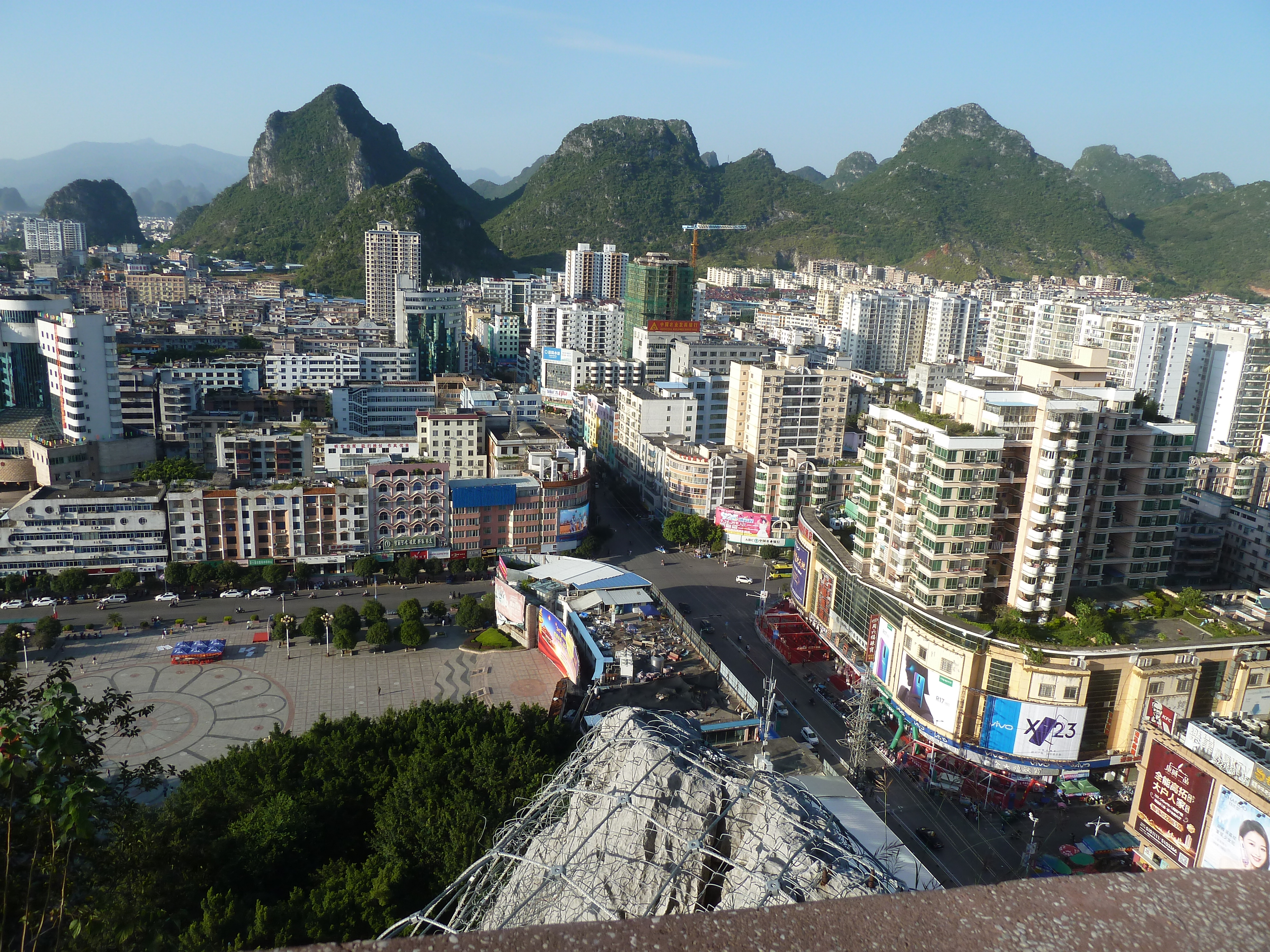
Hezhou

Hezhou (chinesisch 贺州市, Pinyin Hézhōu Shì; Zhuang Hocouh Si) ist eine Stadt im Osten des Autonomen Gebiets Guangxi der Zhuang-Nationalität in der Volksrepublik China. Die Fläche beträgt 11.720 Quadratkilometer und die Einwohnerzahl 2.007.858 (Stand: Zensus 2020).

## Administrative Gliederung
Die bezirksfreie Stadt setzt sich auf Kreisebene aus zwei Stadtbezirken, zwei Kreisen und einem autonomen Kreis zusammen. Diese sind:
- Stadtbezirk Babu (八步区 Bābù Qū);
- Stadtbezirk Pinggui (平桂区 Píngguì Qū);
- Kreis Zhongshan (钟山县 Zhōngshān Xiàn);
- Kreis Zhaoping (昭平县 Zhāopíng Xiàn);
- Autonomer Kreis Fuchuan der Yao (富川瑶族自治县 Fùchuān Yáozú Zìzhìxiàn).